# یگورلیک
یگورلیک (انگلیسی: Yegorlyk) یک رودخانه در استان روستوف کشور روسیه است.